# ヤマトシビレエイ
ヤマトシビレエイ（大和痺鱝）、学名 Torpedo tokionis は、シビレエイ目のエイの一種。

## 分布
東北地方以南の太平洋沿岸から東シナ海にかけての、大陸棚から深海1,000メートル付近に棲息する。

## 形態・生態
濃いピンク色で目立った模様はない。背びれが2つあることから、他のシビレエイと見分けることができる。頭と胸鰭の間に発電器官があり、100ボルト以下程度の発電能力がある。
おそらく無胎盤性胎生と考えられる。雄は67.5センチメートル、雌はそれより大きいサイズで性成熟する。最大で113.6センチメートル、出生時は20センチメートル以下である。

## 人との関連
底引き網、刺し網によって混獲される。台湾の市場では時折見られるが価値は低く、捨てられるか魚粉に加工される。
比較的深い水域にいるため、生きたままの捕獲、飼育は難しいが、2016年には沼津港深海水族館で飼育されていた。